# Il est cinq heures, Paris s'éveille
Il est cinq heures, Paris s'éveille (Het is vijf uur, Parijs ontwaakt) is een single van de Franse singer-songwriter Jacques Dutronc uit 1968. Het nummer is afkomstig van zijn tweede album.
Het nummer werd in 1991 gekozen tot het beste Franstalige nummer aller tijden in een peiling onder muziekcritici.

## Compositie

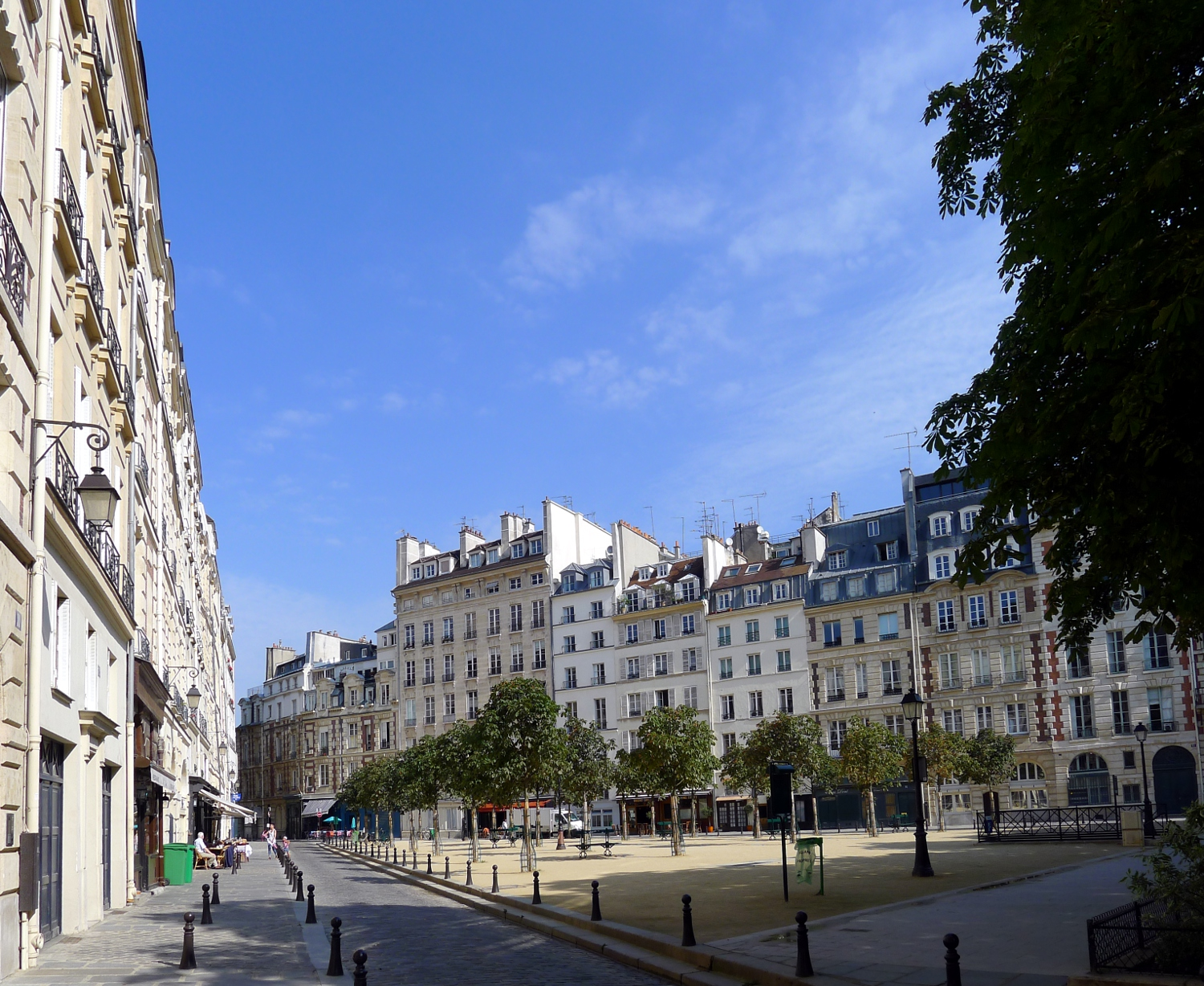
Place Dauphine, genoemd in de eerste regel van het lied.

Het idee voor het lied is afkomstig van Jacques Wolfsohn, artistiek directeur bij Disques Vogue. Hij kreeg het idee tijdens een maaltijd met zijn songwriting-partners Jacques Dutronc en Jacques Lanzmann en stelde hen voor een lied te schrijven over Parijs in de vroege morgen. De andere twee Jacques begonnen diezelfde avond om 23 uur met het componeren van het lied en bij zonsopgang was het lied klaar. Het lied is geïnspireerd op Tableau de Paris à cinq heures du matin, een lied uit 1802 van Marc-Antoine Madeleine Désaugiers.
In de versie van 1968 wordt de tekst van Désaugiers van een zonsopgangtafereel van bakkerijen, fruitkraampjes en straatvegers vervangen door minder kalme scènes van vrachtwagens, auto's en strippers. Bekende Parijse plaatsen zoals de Place Dauphine worden beschreven zoals ze in de jaren 60 waren. Het grote treinstation Gare Montparnasse wordt beschreven als "niet meer dan een skelet" ("...n'est plus qu'une carcasse...") omdat, ten tijde van het schrijven van het lied, dit station gesloopt werd om ruimte te maken voor de wolkenkrabber Tour Montparnasse.
De kenmerkende fluitpartij in het nummer werd pas aan het einde aan de opnames toegevoegd. Dutronc en Lanzmann waren niet tevreden over het arrangement en hadden het gevoel dat er iets ontbrak. Dutronc had het idee om een Gipsy jazz-gitaar toe te voegen. Omdat Roger Bourdin, een fluitist, op dat moment in hetzelfde gebouw werkte, kreeg hij de vraag of hij naar het nummer wilde luisteren. Bourdins improvisaties werden vervolgens aan het nummer toegevoegd.
Op de single kreeg ook de toenmalige vrouw van Lanzmann, Anne Ségalen, credits voor de teksten.

## Release
Il est cinq heures, Paris s'éveille werd uitgebracht als een ep met 4 nummers in maart 1968.
Dutronc voerde het nummer uit bij de Office de Radiodiffusion Télévision Française (destijds de nationale omroep van Frankrijk) televisieshows Tilt magazine, uitgezonden op 27 maart 1968, en Palmarès des chansons, uitgezonden op 18 april 1968.

## Ontvangst
Op 23 maart 1968 bereikte Il est cinq heures, Paris s'éveille de nummer 1-positie in de Franse hitlijsten. Het nummer kwam op nummer 2 in België en op nummer 4 in Nederland.
Een paar weken na de release van het nummer begon in Parijs de Parijse studentenrevolte van mei 1968. Vanwege de tekst "Parijs ontwaakt" werd het nummer wel in verband gebracht met deze gebeurtenis, hoewel de schrijvers geen politieke bedoelingen hadden met dit nummer. Een herschreven versie van het nummer werd op de barricaden gezongen. Het lied werd daarom door veel radiostations niet meer gespeeld.
In 1991 werd Il est cinq heures, Paris s'éveille, in een poll onder muziekcritici georganiseerd door Le Nouvel Observateur voor een tv-show op Antenne 2, gekozen tot de beste Franstalige single aller tijden. Het nummer Ne me quitte pas van Jacques Brel werd tweede.

## Hitnoteringen

### NPO Radio 2 Top 2000
| Nummer met noteringen in de NPO Radio 2 Top 2000 | '99 | '00  | '01  | '02  | '03  | '04  | '05  | '06 | '07  | '08  | '09  | '10  | '11  | '12  | '13  | '14  | '15  |
| ------------------------------------------------ | --- | ---- | ---- | ---- | ---- | ---- | ---- | --- | ---- | ---- | ---- | ---- | ---- | ---- | ---- | ---- | ---- |
| Il est cinq heures, Paris s'éveille              | 873 | 1559 | 1411 | 1366 | 1395 | 1160 | 1203 | 970 | 1627 | 1226 | 1411 | 1636 | 1496 | 1638 | 1504 | 1616 | 1054 |

1. ↑  Een vetgedrukt getal geeft de hoogste notering aan.
2. ↑  Deze tabel is bijgewerkt tot en met de laatste editie (2024).

### Evergreen Top 1000
| Evergreen Top 1000 | Evergreen Top 1000 | Evergreen Top 1000 | Evergreen Top 1000 | Evergreen Top 1000 | Evergreen Top 1000 | Evergreen Top 1000 | Evergreen Top 1000 | Evergreen Top 1000 | Evergreen Top 1000 | Evergreen Top 1000 | Evergreen Top 1000 | Evergreen Top 1000 | Evergreen Top 1000 | Evergreen Top 1000 | Evergreen Top 1000 | Evergreen Top 1000 |
| Jaar               | 2008               | 2009               | 2010               | 2011               | 2012               | 2013               | 2014               | 2015               | 2016               | 2017               | 2018               | 2019               | 2020               | 2021               | 2022               | 2023               |
| ------------------ | ------------------ | ------------------ | ------------------ | ------------------ | ------------------ | ------------------ | ------------------ | ------------------ | ------------------ | ------------------ | ------------------ | ------------------ | ------------------ | ------------------ | ------------------ | ------------------ |
| Positie            | 409                | 651                | 640                | 640                | 622                | 371                | 276                | 737                | 452                | 456                | 486                | 505                | 400                | 156                | 239                | 349                |

## Covers
Het nummer werd tijdens de studentenopstanden al gecoverd door protestzanger Jacques Le Glou. Later volgden covers van Sylvie Vartan, Patrick Genet, Ange, Dominique Grange (Le Glou's version) en An Pierlé.
Nederlandstalige covers werden onder meer opgenomen door Rob de Nijs voor zijn album Chansons dat op 14 maart 2008 werd uitgebracht. Het nummer kreeg de titel Parijs ontwaakt en een tekst van Jan Rot.
Radio Rijnmond gebruikt het nummer voor het dagelijks programma Rotterdam wordt wakker.